# Davisstraße
Die Davisstraße (englisch Davis Strait, dänisch Davisstrædet) ist die Meerenge zwischen der kanadischen Baffininsel und Grönland. Sie verbindet die Labradorsee mit der Baffin Bay. Sie ist 650 km lang und 300 km breit und damit eine der breitesten Meerengen der Welt. Größter Ort an der Davisstraße ist Sisimiut, die zweitgrößte Stadt Grönlands.
Über den mehr als 170 km langen und 1,5 bis 8 km breiten, auf ganzer Länge schiffbaren Fjord Kangerlussuaq sind an dessen Ende der gleichnamige Ort und dessen internationaler Flughafen erreichbar.

## Geschichte
Um das Jahr 1000 durchquerte Leif Eriksson sie als erster Europäer in westlicher Richtung, worauf er Vinland entdeckte.
Im Jahr 1585 wurde sie vom englischen Seefahrer John Davis erstmals in der Neuzeit befahren. Heute trägt sie seinen Namen.

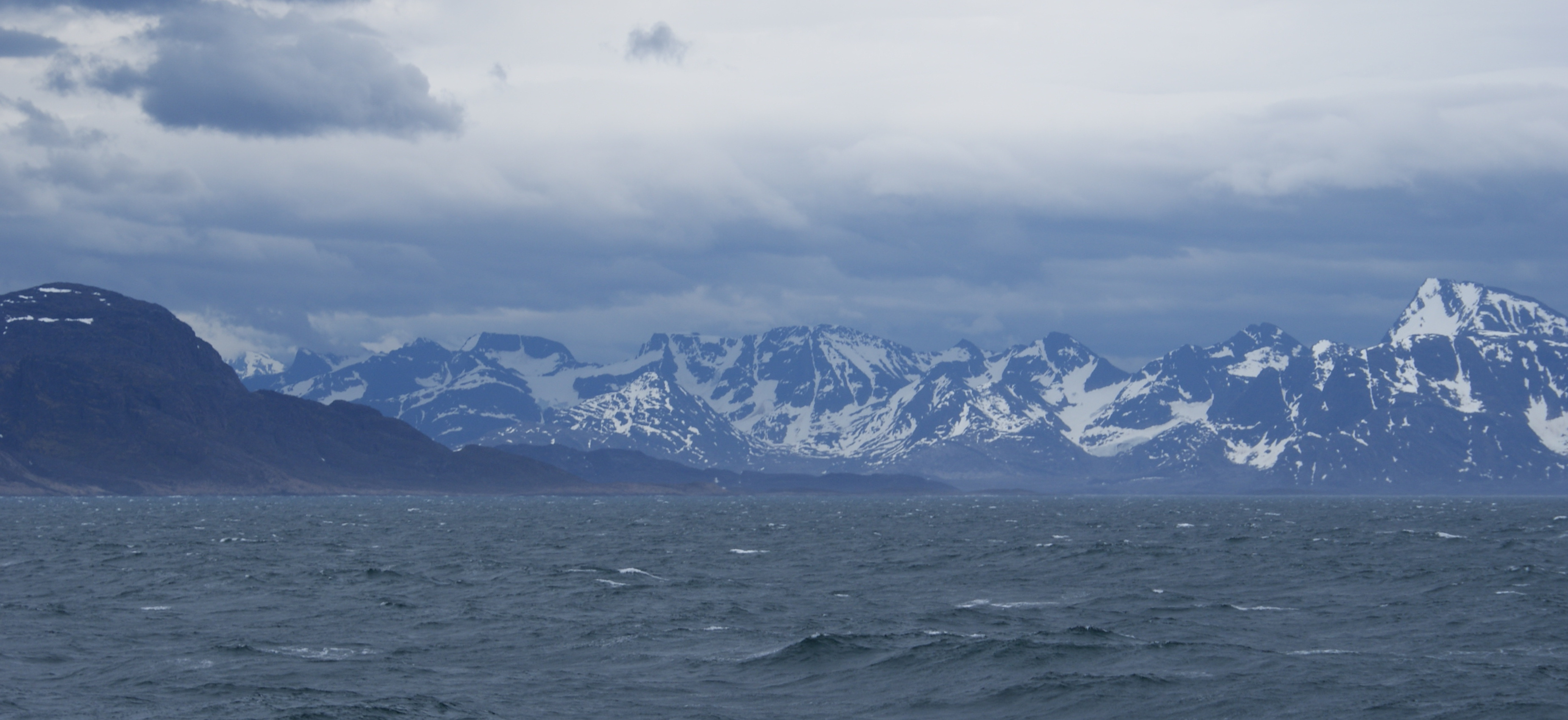
Die Mündung des Kangerlussuaq, von der Davisstraße aus fotografiert